# Parambassis pulcinella
Parambassis pulcinella és una espècie de peix pertanyent a la família dels ambàssids.

## Descripció
- Fa 8 cm de llargària màxima.
- 8 espines i 15-16 radis tous a l'aleta dorsal.
- 3 espines i 16-17 radis tous a l'aleta anal.
- 25 vèrtebres.[2]

## Hàbitat
És un peix d'aigua dolça, pelàgic i de clima tropical.

## Distribució geogràfica
Es troba a Àsia: Myanmar i, probablement també, Tailàndia.

## Observacions
És inofensiu per als humans.